# أسرعوا غدا (فلم)
أسرعوا غدًا (بالإنجليزية: Hurry Up Tomorrow) هو فيلم إثارة نفسية أمريكي صدر عام 2025، من إخراج تري إدوارد شولتس، وتأليف مشترك بينه وبين المغني والممثل آبيل "ذا ويكند" تسفاي والكاتب رضا فهيم. يُعد الفيلم مكمّلًا فنيًا لألبوم يحمل الاسم نفسه صدر في العام ذاته، ويشارك في بطولته كل من تسفاي، جينا أورتيغا، وباري كيوغان. تدور أحداث العمل حول نسخة خيالية من النجم الموسيقي، الذي يعاني من الأرق ويقترب من الانهيار العصبي، بسبب معجبة شابة غامضة (تلعب دورها أورتيغا).
بدأ تطوير المشروع في سبتمبر 2022، بعد أن فقد تسفاي صوته خلال حفل موسيقي نتيجة ضغط نفسي حاد. شارك مع فهيم في الإنتاج إلى جانب كيفن تورين وهاريسون كريس. ويُعد هذا الفيلم من آخر الأعمال التي أشرف عليها تورين قبل وفاته، وقد أُهدي إليه. تجدر الإشارة إلى أن المشروع كان أيضًا مصدر توتر بين تورين وسام ليفينسون، المتعاون السابق مع تسفاي. انطلق التصوير الرئيسي في فبراير 2023، واكتمل في يوليو من العام ذاته.
صدر فيلم "أسرعوا غدا" في دور العرض السينمائية في الولايات المتحدة عبر شركة ليونزغيت بتاريخ 16 مايو 2025. وقد تلقى مراجعات سلبية من النقاد، الذين وصفوه بأنه "وسيلة نرجسية لاستعراض نجمية تسفاي"، حيث قوبلت مساهماته في التمثيل وكتابة السيناريو بانتقادات لاذعة ورغم المراجعات السلبية العامة التي تلقاها الفيلم، فقد نالت الممثلة جينا أورتيغا إشادة خاصة من النقاد على أدائها. وعلى الصعيد التجاري، حقق الفيلم إجمالي إيرادات عالمية بلغ 5.5 مليون دولار.

## القصة
يستعد نجم الموسيقى أبيل تسفاي (المعروف باسم "ذا ويكند") لإحياء حفل غنائي، بتشجيع من مدير أعماله، لي. وأثناء تألقه على المسرح أمام الآلاف، يبدو واضحًا أنه يعاني من الحزن الداخلي. في كواليس الشهرة، يقضي وقته في الحفلات ويتعاطى المخدرات مع لي ومعجبين آخرين، محاولًا التهرب من اكتئابه المتزايد وحنينه إلى حبيبته السابقة.
في موازاة ذلك، تُشعل شابة تُدعى أنيما النار في منزل ما بلوس أنجلوس، قبل أن تتوجه إلى أحد حفلاته التالية، متجاهلةً محاولات والدتها للتواصل معها. قبيل حفل "الهالوين"، يُشخّص تسفاي باضطراب عصبي يُعرف بخلل التوتر العضلي، ما يدفعه للتفكير في إلغاء الحفل. لكن لي يقنعه بالاستمرار، محاولًا دفعه لتجاوز أزمته العاطفية. قبيل ظهوره على المسرح، يسجل تسفاي رسالة صوتية غاضبة ومليئة باللوم موجّهة لحبيبته السابقة. خلال أدائه، يتعرض لانهيار صوتي مفاجئ ويغادر المسرح، ما يثير غضب الجمهور. تتسلل أنيما إلى الكواليس وتنجح في الوصول إليه، ليبدأ بينهما حوار يتسم بالغموض والانجذاب.
يقضي الاثنان الليلة معًا في حديقة باسيفيك بارك، حيث يُسمعها تسفاي مقطعًا من أغنيته الجديدة "أسرعوا غدًا"، فتشعر أن كلماتها تعكس حالتها النفسية. في اليوم التالي، وأثناء استعداده لحفل جديد، يسمع جدالًا هاتفيًا بين أنيما ووالدتها حول الحريق، ما يدفعه للانسحاب منها، فتواجهه بغضب وتضربه بزجاجة شمبانيا تُفقده وعيه.
يرى تسفاي في غيبوبته كابوسًا سرياليًا، يجد فيه نفسه وحيدًا في الشارع خارج فندقه، تلاحقه صور من طفولته. وعندما يستيقظ، يكتشف أنه مقيد إلى سرير الفندق، حيث تبدأ أنيما في تحليل أغانيه القديمة مثل "أضواء مبهرة" و"غازولين"، منتقدة تصويره المتكرر للعلاقات السامة. رغم محاولاتها، يرفض الإفصاح عن مشاعره، إلى أن يصل لي، الذي تتبعه عبر الهاتف، ليُفاجأ بما يحدث. تصده أنيما وتطعنه في رقبته بسكين، ما يؤدي إلى وفاته.
تنهار أنيما وتسكب البنزين على جسد تسفاي، مهددةً بحرقه حيًا. حينها، يبدأ بالغناء لها أغنية "أسرعوا غدًا"، ما يهدئ من روعها. تتناغم معه، وتقوم بتحريره، ثم تشعل النار في الغرفة وتغادر.
في النهاية، يخرج تسفاي من الفندق، ليجد نفسه مباشرة في الغرفة الخضراء خلف كواليس حفل جديد. ينظر إلى صورته في المرآة، متأثرًا بعمق بالأحداث التي عاشها.

## طاقم الممثلين
- آبل تيسفاي في دور آبل / ذا ويكند.
- جينا أورتيجا في دور أنيما.
- باري كيوغان في دور لي.

- رايلي كيو بدور: فتاة في البريد الصوتي، وصوت والدة أنيما.

- مترو بومين في دور نفسه.
- بيلي في دور نفسه.
- غاسبارد أوجي في دور نفسه.
- كزافييه دي روسناي في دور نفسه.
- بول إل. ديفيس بدور لافي.

## إنتاج

### تطوير
قام تري إدوارد شولتس بإخراج وتحرير الفيلم وبكتابة السيناريو مع آبل "ذا ويكند" تسفاي ورضا فهيم، وكانت قصته مستوحاة من الألبوم السادس الذي يحمل نفس الاسم . كما أنتج تيسفاي وفاهم الفيلم أيضًا من خلال شركة "مانيك فايز" مع كيفن تورين وهاريسون كريس.  شولتس، جينا أورتيجا ، مايكل رابينو ، ريان كروفت، وسيم "سال" صليبي وهاريسون هوفمان عملوا كمنتجين تنفيذيين .  تولى تشيس إيرفين التصوير السينمائي، بينما قام دانييل لوباتين بتأليف الموسيقى التصويرية مع تيسفاي.  كان هذا أحد آخر المشاريع التي عمل عليها تورين قبل وفاته في نوفمبر 2023.  
وقع تيسفاي وأورتيجا وباري كيوغان على عقد بطولة الفيلم حيث سيمثل هذا أول ظهور لـ تيسفاي كممثل في فيلم روائي طويل، بعد أن ظهر سابقًا كضيف شرف في فيلم جواهر غير مصقولة (2019) وبطولة المسلسل التلفزيوني الآيدول (2022) على منصة إتش بي أو .  على الرغم من أن أورتيجا وكيوجان كانا يدرسان عدة عروض بعد سنوات نجاحهما، إلا أن كل منهما أراد أن يكون الفيلم مشروعهما التالي. تمت الموافقة على الإنتاج بعد أن تعهدوا بالتزاماتهم.  قامت شركة لايف نيشن إنترتينمنت بتمويل الفيلم بميزانية تجاوزت 20 مليون دولار. 

### التصوير
عندما أعلنت ددلاين هوليوود عن الفيلم في 28 فبراير 2023، كان التصوير الرئيسي قد بدأ بالفعل. صُوّر الفيلم بواسطة المصور السينمائي الكندي تشيس إيرفين حيث يمثل تعاونه الأول مع شولتس.

### مرحلة ما بعد الإنتاج
وفقًا للتحقيق الذي أجراه كيم ماسترز ، المحرر العام في هوليوود ريبورتر ، في يوليو 2024، ظل الفيلم في مرحلة ما بعد الإنتاج لمدة عام ولم يتمكن من جذب المشترين المحتملين. وقد ورد أن العلاقة الطويلة الأمد بين تورين والمخرج السينمائي سام ليفينسون ، الذي عمل أيضًا في مسلسل الآيدول ، تدهورت بعد أن شعر ليفينسون "بالخيانة" لأن تورين كان مرتبطًا بالمشروع دون علمه. وادعى تورين أنه أخبر زوجة ليفينسون، آشلي ليفينسون، عن الفيلم ، لكنها لم تبد أي اهتمام ولم تذكر الأمر لزوجها أبدًا. تقول العديد من مصادر ماسترز أن آشلي نفى معرفة أي شيء عن الفيلم. في أبريل 2025، أوضح تيسفاي أن الفيلم تم تصويره وتطويره قبل الألبوم، والذي أُنتج أثناء عملية تسجيل الفيلم بعد الإنتاج.

## الإصدار
في نوفمبر 2024، أعلنت شركة ليونزغايت عن استحواذها على حقوق التوزيع العالمية للفيلم . وعُرض في دور العرض السينمائية بالولايات المتحدة في 16 مايو 2025.

## الاستقبال

### شباك التذاكر
اعتبارًا من 26 مايو 2025، بلغت إيرادات الفيلم نحو 4.9 ملايين دولار أمريكي في الولايات المتحدة وكندا، إلى جانب 605,402 دولارًا من الأسواق الدولية، ليصل إجمالي الإيرادات العالمية إلى 5.5 مليون دولار.
في الولايات المتحدة وكندا، صدر الفيلم بالتزامنمع فيلم المحطة الأخيرة: خيوط الدم، وكان من المتوقع أن يُحقق ما بين 5 إلى 9 ملايين دولار في عطلة نهاية الأسبوع الافتتاحية، عبر عرضه في 2,020 دار عرض سينمائية. وحقق الفيلم 1.65 مليون دولار من عروض المعاينة المسبقة، بواقع 1.3 مليون دولار يوم الأربعاء و350,000 دولار يوم الخميس. إلا أن الفيلم فشل في شباك التذاكر، إذ جاء في المرتبة السادسة خلال أسبوعه الافتتاحي، محققًا 3.2 ملايين دولار فقط. وقد علّق موقع ديدلاين هوليوود بأن شركة "ليونزغيت" قد بذلت "جهدًا حقيقيًا" في محاولة تسويق الفيلم لأصحاب صالات العرض، من خلال حملة ترويجية واسعة النطاق شملت حضورًا لافتًا في معرض "سينماكون"، إلا أن أداء الفيلم التجاري عُدّ بمثابة "رفض تام" من قبل جمهور السينما.